# SN 2011es
SN 2011es – supernowa typu II-P odkryta 27 maja 2011 roku w galaktyce A134354+2532. W momencie odkrycia miała maksymalną jasność 19,90m.